# Cassinetta di Lugagnano
Cassinetta di Lugagnano é uma comuna italiana da região da Lombardia, província de Milão, com cerca de 1.525 habitantes. Estende-se por uma área de 3 km², tendo uma densidade populacional de 508 hab/km². Faz fronteira com Corbetta, Robecco sul Naviglio, Albairate, Abbiategrasso.
Faz parte da rede das Aldeias mais bonitas de Itália.

## Demografia
| Variação demográfica do município entre 1861 e 2011                               |
|                                                                                   |
| Fonte: Istituto Nazionale di Statistica (ISTAT) - Elaboração gráfica da Wikipedia |